# Željko Čajkovski
Željko Čajkovski (Zagreb, Reino de Yugoslavia; 5 de mayo de 1925 - Múnich, Alemania; 11 de noviembre de 2016) fue un futbolista y entrenador croata que jugó en la posición de delantero.

## Carrera

### Jugador
Inició su carrera en 1942 con el HAŠK Zagreb, y luego de la desaparición del club pasó a jugar en el Dinamo Zagreb con el que jugó 194 partidos y anotó 78 goles. Con el Dinamo fue campeón de liga en 1950 y 1954 y ganó el título de copa en 1951. En 1956 pasó a jugar a Alemania Federal con el Werder Bremen por dos años. Después pasó al 1. FC Nürnberg en la temporada 1958–59. Para la temporada 1959–60 pasó a ser jugador-entrenador del equipo de tercera división 1. FC Lichtenfels, con el que ganó el campeonato de Baviera.

### Selección nacional
Con Yugoslavia gana la medalla de plata en los Juegos Olímpicos de Londres 1948, perdiendo la final 1–3 ante Suecia, que contaba con los delanteros Gunnar Nordahl, Gunnar Gren y Nils Liedholm. Anotó el gol ganador en el partido clasificatorio para Brasil 1950 en diciembre de 1949 en el minuto 114 ante Francia. Junto con su hermano Zlatko, formó parte del equipo que ganó los partidos de la Copa Mundial de la FIFA de 1950 contra Suiza y México, a los que contribuyó con un gol. Sin embargo, una derrota por 0-2 contra el anfitrión y eventual subcampeón Brasil puso fin a la campaña yugoslava. Disputó un total de 19 partidos internacionales, anotando 12 goles, y su último partido internacional fue un amistoso contra Suiza en junio de 1951.

### Entrenador
Tras su retiro como jugador en 1960 pasa a ser entrenador de los equipos de segunda división SpVgg Fürth y Borussia Neunkirchen. Llevó al Borussia a la Bundesliga, pero descendió tras una temporada. En 1971 fue a dirigir al equipo de tercera división SSV Ulm 1846, logrando dos campeonatos, pero fracasó en lograr el ascenso. A mediados de la temporada 1974–75 dirigió al VfR Heilbronn, y a mitad de temporada pasó al Wacker 04 Berlin, ambos de segunda división, retirándose en 1975.

## Logros

### Club
- Primera Liga de Yugoslavia: 2

1947-1948, 1953-1954
- Copa de Yugoslavia: 1

1951

### Selección nacional
- fútbol en los Juegos Olímpicos

-  Medalla de Plata: 1

1948

## Muerte
Čajkovski murió en Múnich, en noviembre de 2016, a los 91 años.  Se decía que era el jugador vivo más longevo del Dinamo en el momento de su muerte, después de que Stojan Osojnak falleciera en octubre del mismo año.